# Čerkaška oblast
Čerkaška oblast (ukrajinski: Черкаська область, Cherkas’ka oblast’ ,Cherkashchyna) administrativna je oblast koja se nalazi se u središnjoj Ukrajini na rijeci Dnjepar. Upravno središte oblasti je grad Čerkasi.

## Zemljopis
Čerkaška oblast ima ukupnu površinu 20.900 km2 te je 18. oblast po veličini, u njoj živi 1.402.900 stanovnika te je prema broju stanovnika 21. oblast po veličini u Ukrajini. 754.000 (53,7 %) stanovnika živi u urbanim područjima, dok 649.000 (46,3 %) stanovnika živi u ruralnim područjima.
Čerkaška oblast graniči na sjeveru s Kijevskom oblasti, na jugu graniči s Kirovogradskom oblasti, a na istoku s Poltavskom oblasti i na zapadu s Viničkom oblasti.

## Stanovništvo
Ukrajinci su najbrojniji narod u oblasti i ima ih 1.301.200 što je 93,1 % ukupnoga stanovništva oblasti.
- Ukrajinci: 93,1 %
- Rusi: 5,4 %
- Bjelorusi: 0,3 %
- Židovi, Armenci, Moldavci, Romi svaki narod po 0,1 %
- ostali: 0,8 %

- Ukrajinskim jezikom kao materinjim govori 92,5 % stanovništva, dok ruskim jezikom kao materinjim govori 6,7 % stanovništva.

## Administrativna podjela
Čerkaška oblast dijeli se na 20 rajona i 25 gradova od kojih njih šest ima viši administrativni stupanj, također oblast ima i 34 mala grada i 838 naselja.

## Vanjske poveznice
- Službena stranica oblasti  Arhivirana inačica izvorne stranice od 18. srpnja 2015. (Wayback Machine)

### Ostali projekti
|  | Zajednički poslužitelj ima još gradiva o temi Čerkaška oblast |